# 礼拝車

## 概要

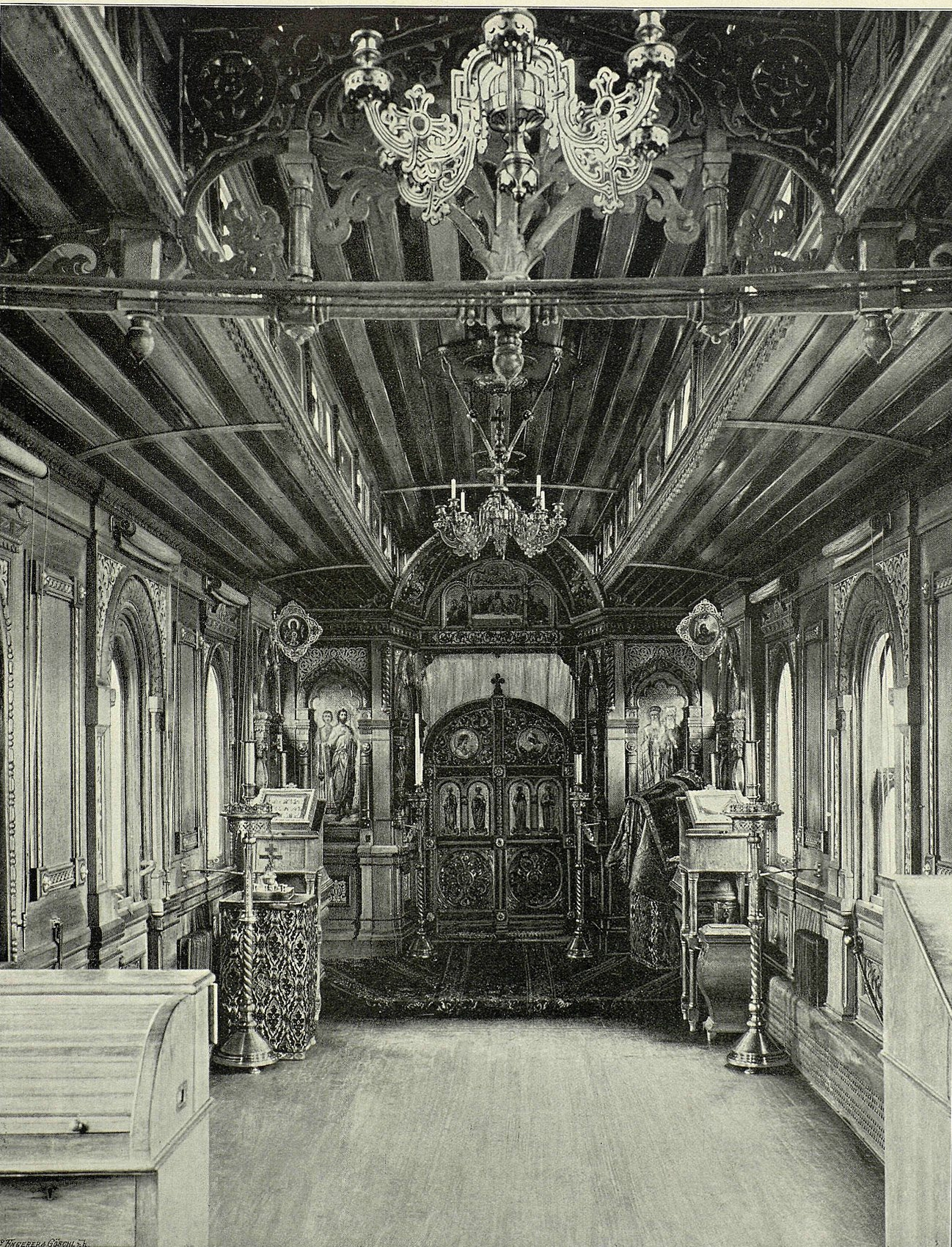
ロシア帝国の礼拝車「聖オリガ」の車内

礼拝車（れいはいしゃ、英語：railroad chapel car、ロシア語：вагон-храм,вагон-церковь）は車内で礼拝を執り行うための設備を備えた特殊な客車である。通常の教会堂が建設維持困難な人口過疎地において、代わりに機能する移動式の教会として製作された。主にロシア帝国のシベリアや開拓時代のアメリカ西部で運行された。
礼拝車の内部には、祭壇や講壇、座席などの礼拝に必要な設備と併せて、宣教師や牧師の居住空間も備えられていた。また、彫刻やステンドグラスで荘厳に彩られた車両も存在した。

## ロシアにおける礼拝車

### ロシア帝国の礼拝車

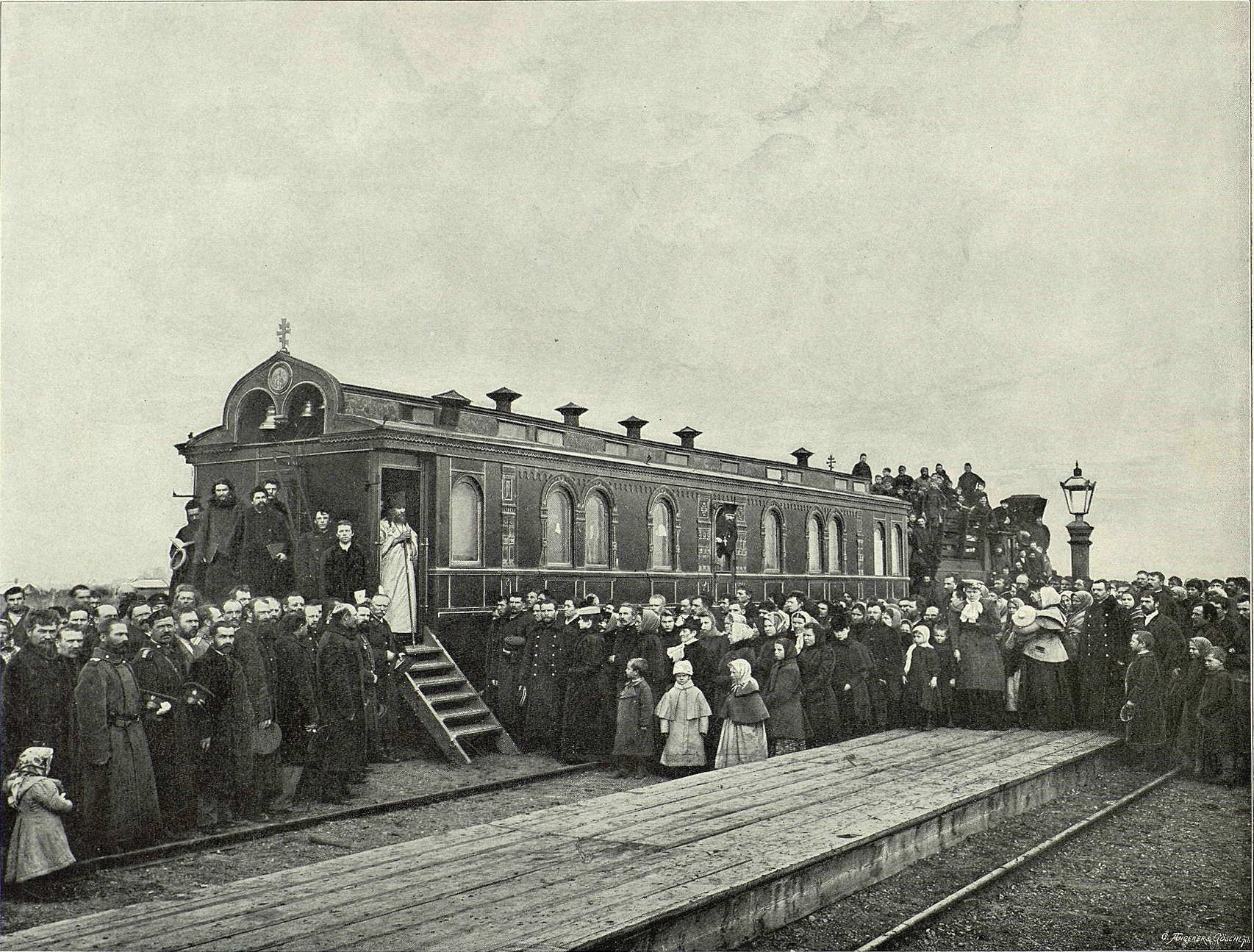
礼拝車「聖オリガ」

19世紀末のロシア帝国における鉄道網の拡大は、遠隔地での正教会のサービスの必要を生じさせたが、通常の固定教会は十分に機能することができなかった。そこで、鉄道の支線に停車し、地域へサービスを提供することができる可動式の客車教会を製作する考えが発生した。
初の礼拝車はトランスコーカサス鉄道において、グルジアのエクザルフであったパルラディの祝福を受け登場した。1895年にはロシア帝国鉄道省の教育部門の長であったエフゲニー・ヴォルコフが、鉄道大臣のミハイル・ヒルコフへの上申の中で、人口が少なく鉄道以外の移動手段に乏しい地域を通る路線で働く鉄道職員に適する礼拝車の必要を報告した。報告では、そのような礼拝車は鉄道職員が居住する地点を転々としながら、鉄道職員と近隣住民を集めて祭事や斎を執り行うことができると述べられた。報告の結果、同様の車両をシベリア鉄道にも導入することが決定し、1896年にプチロフ工場（後のキーロフ工場）で聖オリガの名を冠する礼拝車が奉献された。
礼拝車「聖オリガ」は、ニコライ2世の第一子オリガ・ニコラエヴナの生誕を記念し、彼女の洗礼日である1895年11月26日（ユリウス暦11月14日）に製作が始まり、オリガ・ニコラエヴナとニコライ2世の妹オリガ・アレクサンドロヴナの聖名日である1896年7月23日（ユリウス暦7月11日）にニコライ2世の臨席の下、サンクトペテルブルクのノーヴィ・ペテルゴフにて奉献された。
「聖オリガ」の装飾は建築家エフゲニー・バウムガルテンの図面に沿って製作された。車体外装は紺色に塗られた上でニス塗りされ、耐久性に優れるチーク材に金メッキをした装飾で彩られていた。妻面上部には3つの鐘と十字架のある鐘楼があり、それらにアクセスするための鉄のはしごも設置されていた。また、鐘楼のある方にデッキがあり、デッキから車内に入って右側に祭具と生活必需品を収納する戸棚のための区分があり、左側には蒸気暖房室があった。搭乗する司祭のための区画も備えられていた。車内はニス塗りされたオーク材で板張りされ、天井には青と黄で彩られたガラスや彫刻、壁面には炙り加工が施されたパネルが取り付けられた。イコノスタシスはオーク材で作られ、イコンは全て1級クラッシヌイ・フドジニクのヴァレリアン・クリュコフによって描かれた。
ロシア革命までに「聖オリガ」を含め6両の礼拝車が製作されたが、ソビエト連邦において礼拝車が製作、運営されることはなかった。

### ロシア連邦の礼拝車
ソビエト連邦の崩壊後、ロシア連邦では再び礼拝車が運行されるようになった。

#### 聖母のイコン「ホデゲトリア」を讃える礼拝車

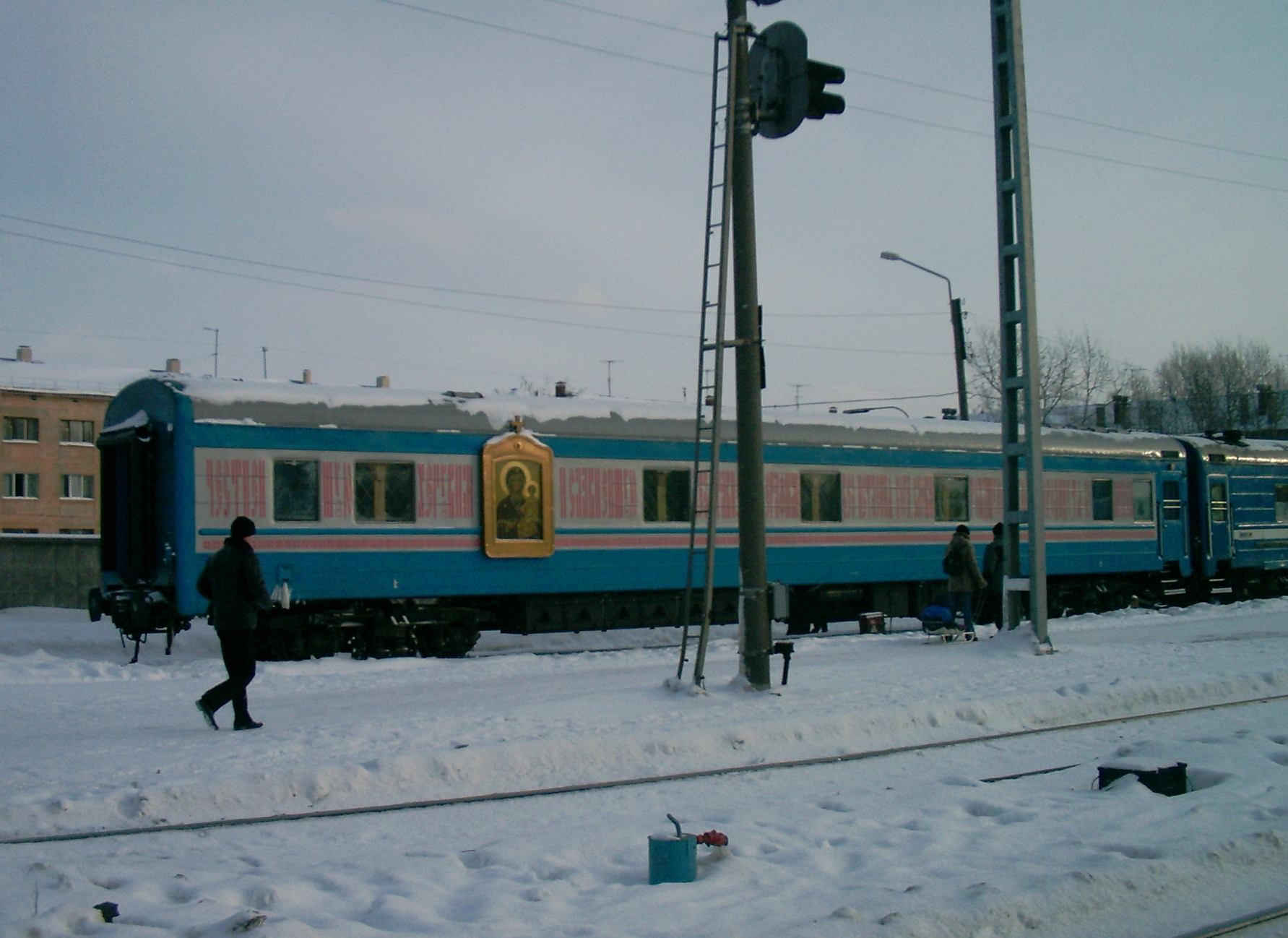
側線に留置中の「『ホデゲトリア』を讃える礼拝車」

2000年秋、この礼拝車はヴォロネジでの修理とモスクワのヴォイトヴィチ車両工場での改装の後、ロシア正教会に寄贈された。この礼拝車は2両でユニットを組んでいる。1両はホデゲトリアを讃える礼拝車であり、もう1両は食堂、教会に関する図書室、2つの寝台区画を備える客車であった。この列車の設計案は至聖三者聖セルギイ大修道院とロシア連邦運輸通信省設計局の専門家によって仕上げられた。イコン、祭事の一般必需品、司祭の祭服などの備品はロシア正教会の教会用芸術品生産企業であるソフリノ社によって制作された。運行時にはさらに関係者の宿泊のために標準的な寝台客車を1両連結する。
2000年10月18日にモスクワのキエフスキー駅において運輸通信省からロシア正教会儀式への引き渡し式典が行われ、モスクワ総主教アレクシイ2世が礼拝車の奉献した。式典にはベルゴルド・スタロオスコリスキー教区のイオアン大主教、アルハンゲリスク・ホルモゴルスク教区のチーホン主教、モスクワ総主教庁宣教局長も参加した。また、運輸通信大臣ニコライ・アクショーネンコも出席した。

#### 奇蹟者聖ニコライ
2001年8月10日、奇蹟者聖ニコライの名を奉じた礼拝車がノヴォシビルスク・ベルツク教区のチーホン大主教によって奉献された。この車両は医療用車両が連結された宣教用特別列車に連結され、西シベリア鉄道支社管内あるいは管外周辺地域で開催されたチャリティーイベント「ロシアの精神的復活のために」に長きに渡り参加した。2002年にはロシア鉄道の指針によりノヴォシビルスク教区へ引き渡された。

#### 聖インノケンティ
2005年8月4日、東シベリア鉄道支社はイルクーツク教区のための礼拝車「聖インノケンティ」を奉献した。これは聖インノケンティの不朽体再発見・再埋葬200周年を記念したものであった。

#### 聖オリガ（2009年）

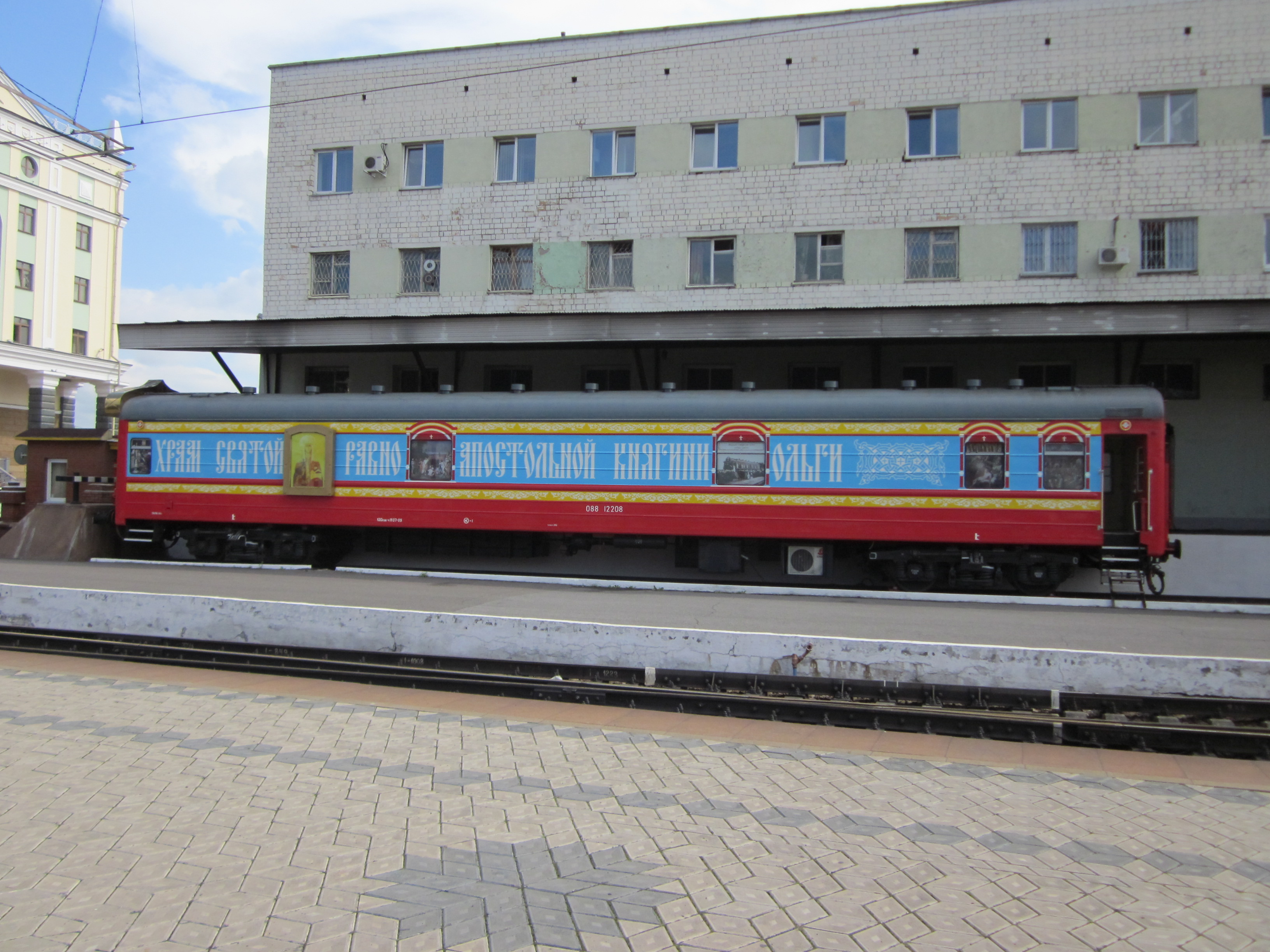
2009年に製作された「聖オリガ」。クラスノヤルスク駅にて撮影。

2009年、クラスノヤルスク鉄道支社で運送会社のダーリ・エクスプリェース社からの寄付により、通常の客車から改造された。ダーリ・エクスプリェースはロシア鉄道社長ウラジーミル・ヤクーニンから援助を取り付けた。客車購入と修復・改装の費用はダーリ・エクスプリェースの関係者が寄付し、運営の費用はクラスノヤルスク鉄道支社が負担した。
本車は帝政期の先代「聖オリガ」と同様にキエフ大公妃オリガの名を奉じている。奉献は2009年10月2日にクラスノヤルスク駅にて執り行われた。ソ連崩壊後に製作された礼拝車の中で唯一鐘楼を車外に設置している車両であった。
聖オリガは健康列車「ボーイノ・ヤシェニェーツキ先生（聖ルカー）」に連結され、クラスノヤルスク地方とハカシヤ地方を巡行した。2018年12月、耐用期限により礼拝車としての運行を停止した。その後、シベリア鉄道カンスク・エニセイスキー駅に整備された用地に据え付けられ、固定式の教会としての役目を果たした。

## アメリカにおける礼拝車
アメリカ人の米国西部への移住が進むにつれ、キリスト教の教団は西部に居住する人々へ教義を普及させる機会を得た。これに伴い、アメリカの聖公会、バプテスト教会、カトリック教会は1890年代から1930年代にかけて礼拝車を使用した。

### 礼拝車の構想
1883年にノースダコタ州の聖公会の司教に任命されたウィリアム・ウォーカーは西部の入植者が少ない広大な地域を担当する困難、そして西部の町が鉱脈の趨勢次第で誕生したり消滅したりする事実に直面していた 。西部では、金や銀が発見された地域には職や新たな商いを求めて多くの人が殺到する一方、それが尽きると一気に人が離散し、町が消滅の危機に瀕することもあった。このような状況から、もし仮に町に教会を設立するのに十分な寄付が集まったとしても、それを維持するのに十分な寄付や人員が集まる保証は無かった。
1889年のシベリア旅行でロシア帝国の礼拝車を訪問したウォーカーは、同様の車両を自身の管轄地域でも運行することを思いついた。ウォーカーは東部の人々に対して、礼拝車の製作に対する賛同を嘆願した。彼の構想を受け、聖公会は礼拝車製作の資金を募るために東部の教区各地で多くの募金イベントを開催した。彼はさらに、ニューヨーク・セントラル鉄道の社主であったコーネリアス・ヴァンダービルト2世から多額の寄付を得た。結果、3,000ドルを集めたウォーカーは、プルマン社に礼拝用車両の製作を依頼し、それに「ザ・カテドラルカー・オブ・ノースダコタ（ノースダコタの大聖堂車）」と名付けた。

### 聖公会の礼拝車

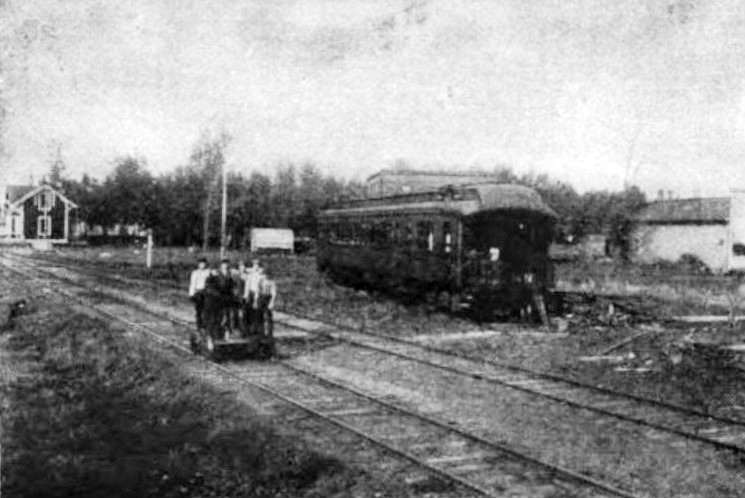
側線に留置中のバプテストの礼拝車「グラッド・タイディング」

#### アドベント教会の礼拝車（ザ・カテドラルカー・オブ・ノースダコタ）
「ザ・カテドラルカー・オブ・ノースダコダ」は全長60フィート（約18メートル）。車内はオルガンを備えた礼拝室とウォーカーの執務および居住のための部屋に分かれていた。車両は予め訪問を知らせた地域の駅の側線まで輸送され、そこで礼拝を行った。地元の鉄道会社の厚意により運賃は無料であった。完成したザ・カテドラルカー・オブ・ノースダコタはファーゴへと送られる前に、プルマン社のあるシカゴの人々を招き入れた。
車両はノースダコタ州キャリントンを拠点とし、ウォーカーや後任者のエドセル司教によって運営された。1899年に退役するまで州内を延べ70,000マイル（約110,000キロメートル）巡行し、1901年に売却された。グエルフのセントメアリー教会は礼拝車の洗礼盤とを譲り受けた。

#### 北ミシガン教区の礼拝車
北ミシガンの司教長であったモット・ウィリアムズ司教はウォーカーと同様、教会から離れた信者へ連絡をとらなければならない課題に直面していた。ウィリアムズはウォーカーほどの資金援助を受けられなかったため、礼拝車を新造する代わりに2両の中古の客車を購入し、礼拝車へと改装した。完成した礼拝車は1891年から1898年まで教区で使用された。1898年にオントナゴンの町の大部分が焼失した火事により、町にあった教会も焼失した。このとき、礼拝車は全ての宗派の被災者へ仮設住宅として提供された。

### バプテスト教会の礼拝車

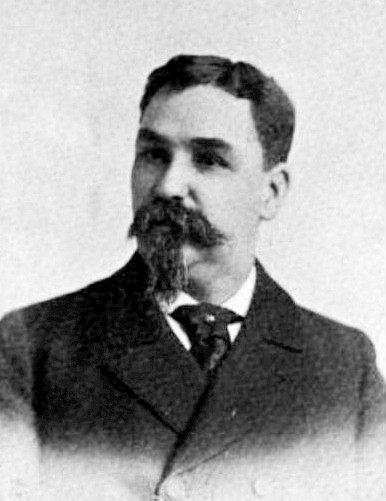
バプテストの礼拝車製作に影響を与えたボストン・スミス

バプテスト教会の礼拝車は1891年に登場した。ボストン・スミスによる子供の日曜学校参加と教会信者の増加についての調査を受け、実業家のチャールズ・コルビーとコルゲート・ホイットが礼拝車製作と運営のための基金を寄付し、バプテスト教会初の礼拝車である「エヴァンジェル（福音）」がバーニー・アンド・スミス社で製造された。ホイットは複数の鉄道会社の役員を務め、そのうち1社では副社長の地位に就いていた。また、彼の兄弟のウェイランドはミネアポリスのバプテスト教会の牧師だった。鉄道を使った全国旅行の最中、2人はバプテストのための礼拝車製作について議論した。そして、ホイットは他の実業家を集め「バプテスト礼拝車シンジケート」を結成し、石油王として知られるジョン・ロックフェラーもこれに参加した。
バプテストの礼拝車は1890年から1913年の間に計7両がバーニー・アンド・スミス社で製造された。また、トーマス・エジソンはバプテストの信者でなかったにもかかわらず、礼拝車のために蓄音機を寄付した。

#### エヴァンジェル
「エヴァンジェル」の大きさや車内配置は聖公会の礼拝車であるザ・カテドラルカー・オブ・ノースダコタに類似しており、車内の半分が礼拝室、残り半分が居住室となっていた。1891年5月23日にシンシナティのグランドセントラル車両基地にて奉献された後、セントポールへ移動し地元の教会信者から寝具、敷物、食器の提供を受けた。さらに、教会の青年会は車両の窓ガラス設置のための資金を提供した。窓ガラスが取り付けられるしばらくの間、エヴァンシルは工場へと送られた。また、エスティー社はオルガンを寄付した。

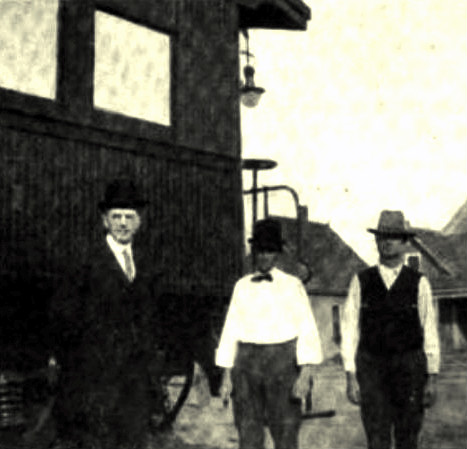
礼拝車の前に立つ実業家ウィリアム・コールマン。彼は1911年に照明器具を礼拝車へ寄付した。

当初エヴァンジェルに搭乗していたボストン・スミスは、ノーザン・パシフィック鉄道ゼネラルマネージャーのウィリアム・メレンから、線内を自由に移動できる許可を得ていたものの、初めての巡行の直前にエヴァンジェルが規定で定められていた脱線対策が施された特殊な車輪ではなく、通常の車輪が装着されていたことが判明した。しかし、車輪換装の前にモンタナ州リビングストンまで運行することが特別に許可された。
スミスは1891年12月、ポートランドにてウィラー宣教師夫妻にエヴァンジェルを引き渡した。1892年までミネソタ州とウィスコンシン州を巡行し、1894年には米国南部に移動した。1901年から1924年までオクラホマ州、テキサス州、カンザス州、コロラド州、ネブラスカ州を巡行し、ローリンズで退役した。その後、1930年までに地元の「チャペルカー聖書教会」に移された。現在もエヴァンジェルはチャペルカー聖書教会に保存され、予約者に向けて公開されている。

#### エマニュエル
「エマニュエル」は1893年恐慌の最中に製作された。製作元であるバーニー・アンド・スミス社は公開会社となっており、資金繰りに苦慮していた。車両価格に装備品は含まれておらず、ウェスティングハウス・エア・ブレーキからのブレーキをはじめ、バネ、車輪、毛布、食器やレンジなどの多くの物品は企業から寄付を受けたものであった。また、企業以外にもバプテスト系団体から物品の寄付を受けた。家具はファースト・バプテスト教会の女性たちから寄付された。完成したエマニュエルはエヴァンジェルより10フィート（約3メートル）長く、1893年5月24日にデンバーにて奉献された。
エヴァンジェル最初の宣教師でもあったウィラー夫妻がエマニュエル最初の宣教師として搭乗した。1895年、修理と塗り替えのための工場入場に伴い、エヴァンジェルに搭乗していたウィラー夫妻がミネソタにある家へ帰宅する途中に乗車列車が事故により大破し、夫が死亡した。この事故の後、エマニュエルの居住室の扉に彼を偲ぶステンドグラスが取り付けられた。
エマニュエルは1938年までコロラド州のサウスフォークを拠点に米国西部および北部を巡行した。1942年にサウスダコタ州のスワン湖畔のバプテストキャンプに移され、売却されるまで13年間保管されていた。売却後は工業会社の倉庫として利用されていた。後に歴史公園「ヒストリック・プレーリー・ビレッジ」の大工がその姿を発見し、修復が行われた。1976年にはアメリカ合衆国国家歴史登録財に登録され、1982年に修復が完了した。2011年現在もヒストリック・プレーリー・ビレッジに保存されている。

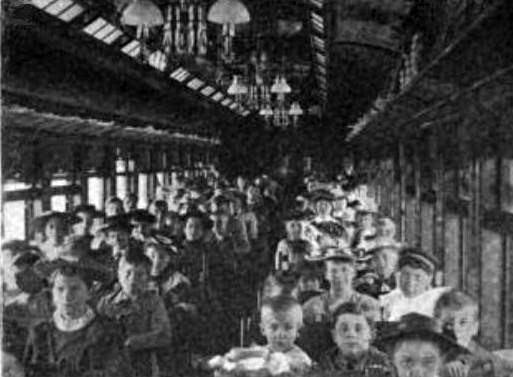
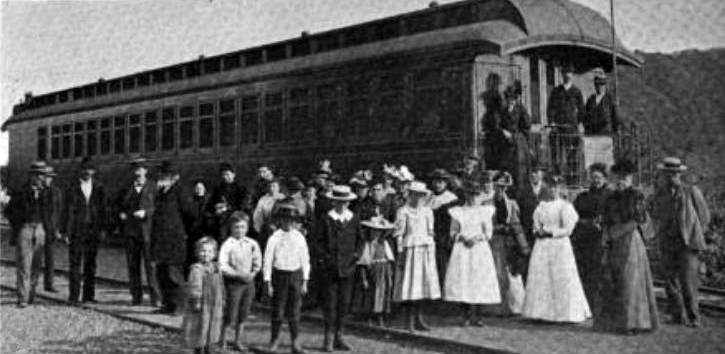
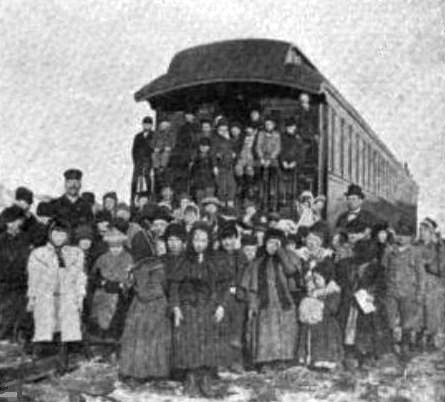

#### グラッド・タイディング
「グラッド・タイディング（福音）」は実業家ウィリアム・ヒルズの寄付により、1894年5月25日にサラトガ・スプリングズにて奉献された。寄付に際して、彼は年末までに4両目の礼拝車製作のための寄付を集めることを条件として付した。グラッド・タイディングス最初の宣教師であるラスト夫妻は新婚だった。また、夫妻の5人の子供のうち2人はグラッド・タイディングスの車内で産まれた。
グラッド・タイディングスは米国中西部のシカゴ・バーリントン・アンド・クインシー鉄道沿線を巡行した。1905年、ラスト夫妻は礼拝車から離れ、コロラド州、ワイオミング州、アリゾナ州で活動する宣教師に車両が引き継がれた。第一次世界大戦の影響で1915年から1919年まではワイオミング州ダグラスに放置されていたものの、1920年に必要な修理を受け、1926年までアリゾナ州で使用された。退役後はフラッグスタッフに運び込まれ、基礎上に車輪を撤去した状態で設置され、1930年代初頭に解体されるまで「グラッド・タイディングス・バプテスト教会」として使用された。

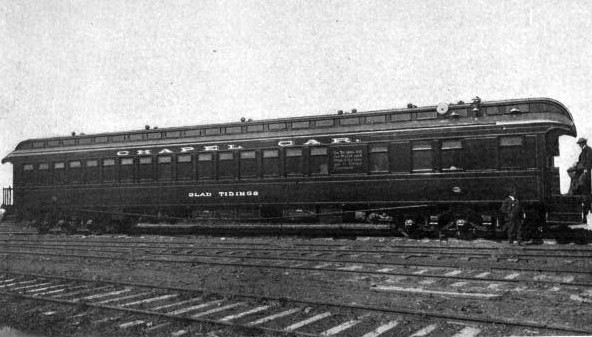
グラッド・タイディングス
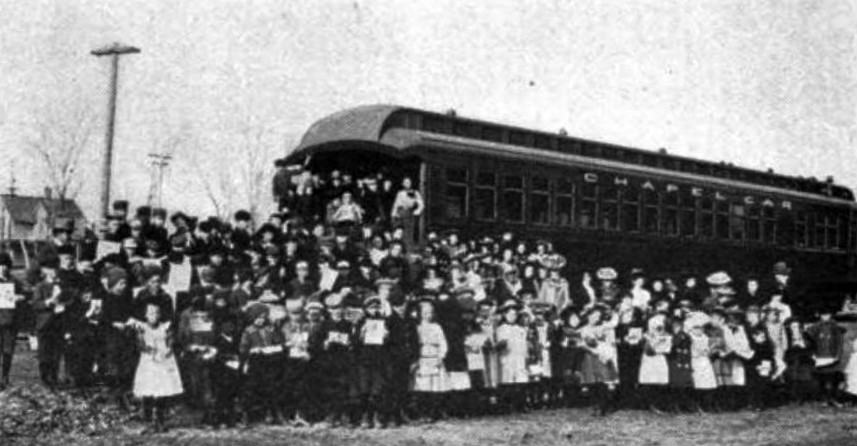
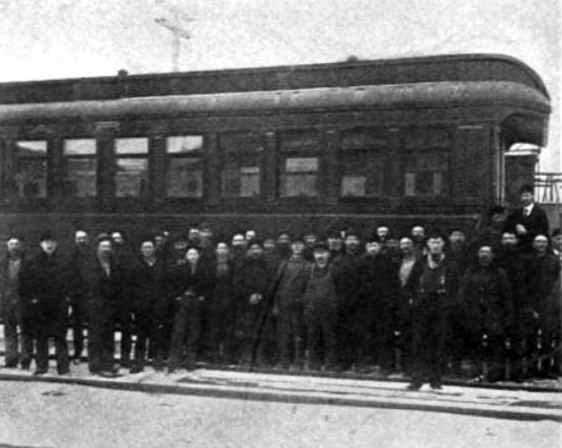
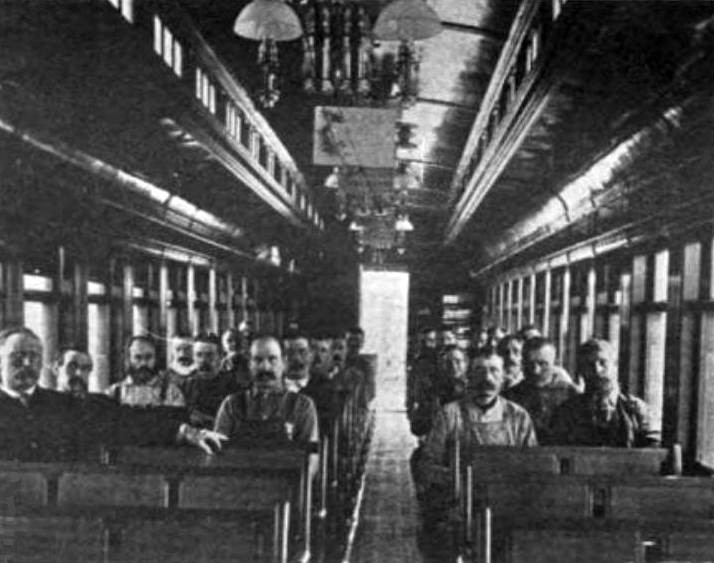

#### グッド・ウィル

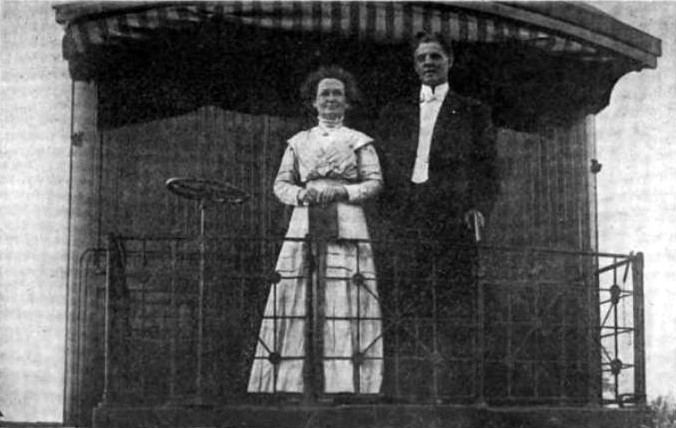
「グッド・ウィル」のバークマン牧師夫妻

「グッド・ウィル（善意）」は1895年6月1日にサラトガ・スプリングスにて奉献された。この車両は人口増加を続けるテキサス州へと送られ、テキサス・バプテスト連盟と協同した。1900年のガルベストン・ハリケーンでは、宣教師たちは町にいたが、グッド・ウイルはアッチソン・トピカ・アンド・サンタフェ鉄道のガルベストン車両基地にあったため、損傷こそあったものの破壊は免れた。損傷修理のためにテキサスのバプテスト信者からの寄付を募った。1905年までに巡行地域がミズーリ州とコロラド州に変更され、その後さらに西部および太平洋岸北西部へと移動し20年間巡行を続けた。1938年、運行を停止し、カリフォルニア州ボーイズ・ホット・スプリングスのホテルに移設された。1998年に同地で存在が確認されたものの、修復工事などは行われていない。

### メッセンジャー・オブ・ピース
「メッセンジャー・オブ・ピース（平和の知らせ）」は1898年5月21日にロチェスターにて奉献された。75人のバプテスト信者の女性からの100ドルの寄付を受けて制作されたため「レディース・カー」としても知られている。恐慌による財政難が続いていたものの、バーニー・アンド・スミス社はメッセンジャー・オブ・ピースを完成させた。1904年にはセントルイス万国博覧会のパビリオン「交通宮殿」にて展示され、鉄道に関する展示の最優秀賞を受賞した。
メッセンジャー・オブ・ピースは中西部で1910年まで使用され、その後1年間キリスト教青年会へと送られ、ボストンで開催された伝道に関する展示会にも出展した。1913年までに太平洋岸北西部へ移動しワシントン州内を巡行した。第二次世界大戦後の1948年に退役し、売却され食堂に転用された。1997年に私有地で存在を確認され、その10年後にノースウェスト鉄道博物館に寄贈された。2012年には名匠ケビン・パロによる修復工事が完了した。

#### ヘラルド・オブ・ホープ
「ヘラルド・オブ・ホープ（希望の兆し）」はバプテスト最後の木製礼拝車であり、1900年5月27日にデトロイトにて奉献された。デトロイトのウッドワード・バプテスト教会の若年男性たちが、車両製作費用のうち1,000ドルを寄付したことにちなみ「ザ・ヤング・メンズ・カー」とも呼ばれ、中西部で使用された。1911年にオハイオ州デイトンにあるバーニー・アンド・スミス社の工場で修繕工事を受けた後、1915年にウェストバージニア州へと移り、ヘラルド・オブ・ホープ最後の宣教師であるウィリアム・ニュートンが1931年に亡くなるまで巡行した。ニュートンの死後、彼の妻ファニーはヘラルド・オブ・ホープから離れることを拒み、1935年まで自宅としてヘラルド・オブ・ホープに居住した。
その後、ヘラルド・オブ・ホープは行方不明になっていたが、1947年にクインウッドの閉業した炭鉱会社において、車輪が外された状態の姿が撮影された。クインウッドはニュートン夫妻が宣教師として最後に勤めていた地域であった。

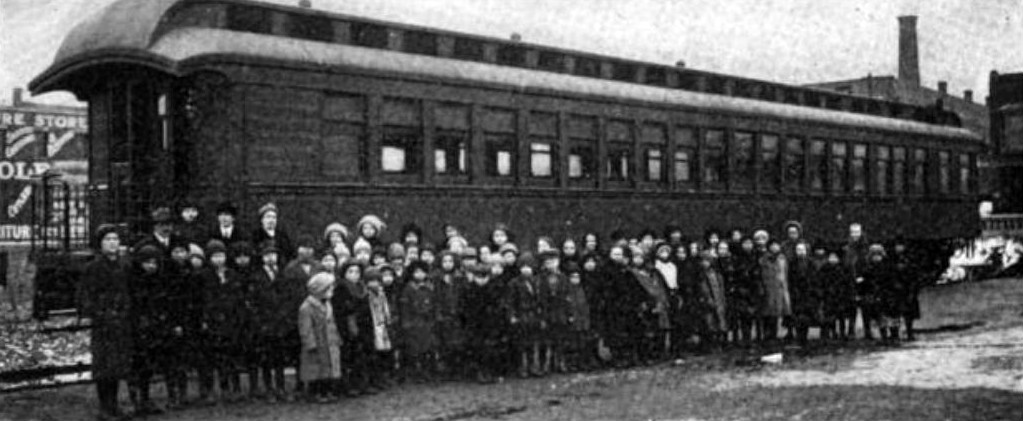
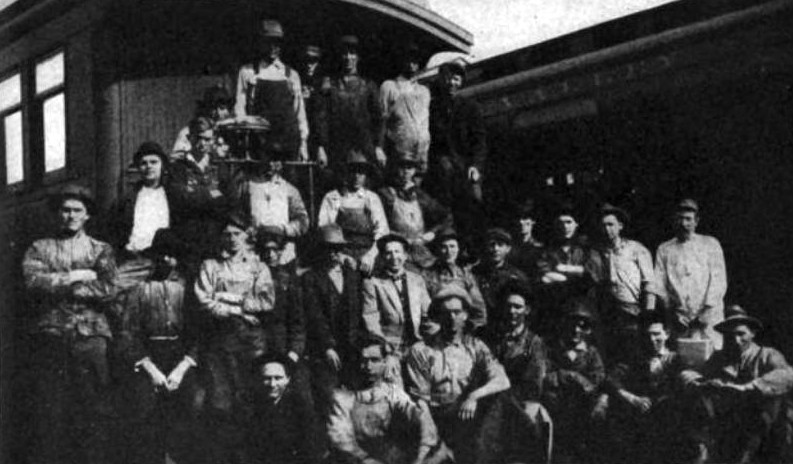

#### グレース
「グレース」はバプテストが製作した最後の礼拝車であり、唯一の鋼製車であった。コナウェイ一家が娘グレースを偲んで寄付した資金により、1915年にバーニー・アンド・スミス社で製作された。製作費用はバプテスト初の礼拝車であるエヴァンジェルの5倍を上回っていた。グレースは1915年にロサンゼルスにて奉献され、サンフランシスコ万国博覧会にて展示された。万博での展示後は、カリフォルニア州で巡行を始め、ネバダ州、ユタ州、ワイオミング州、コロラド州でも使用された。1946年に退役した後、ウィスコンシン州のグリーン湖畔のバプテストの集会場で保存されている。

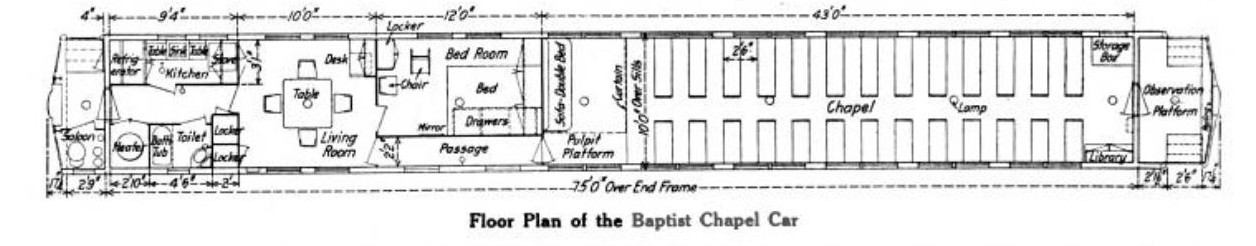
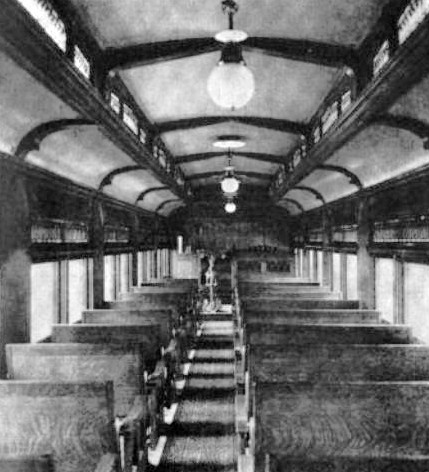
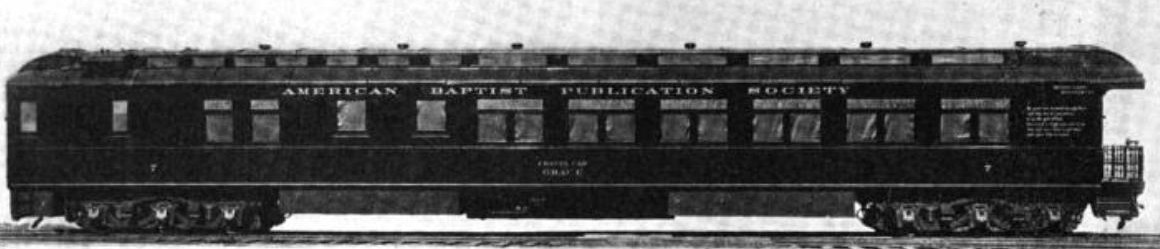

### カトリック教会の礼拝車

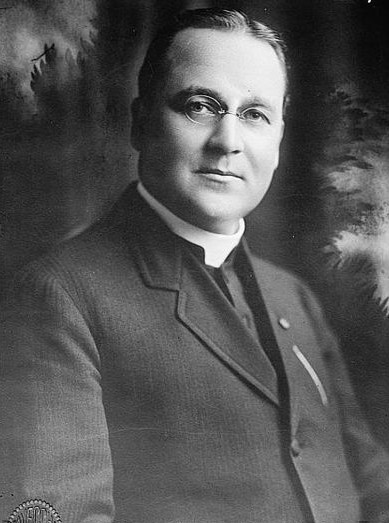
カトリックの礼拝車製作を提案したフランシス・ケリー神父

フランシス・ケリー神父は1905年に新設されたカトリック教会普及協会の会長になった。ケリーは1904年にセントルイス万国博覧会を訪れ、バプテストの礼拝車であるメッセンジャー・オブ・ピースを見学していた。そこで彼は礼拝車がバプテストに与えた功績に感銘を受けた。そして、普及協会が遠隔地へ布教するにあたり、この種の車両が効果的であることを確信した。
会誌において彼はバプテスト教会と同様にカトリック教会でも礼拝車を用意するよう主張し、礼拝車製作のための寄付を募った。1907年から1915年の間に3両の礼拝車が普及協会へと提供された。うち2両はプルマン社で製作され、残る1両はデイトンのバーニー・アンド・スミス社で製作された。

#### セントアンソニー
カトリック初の礼拝車である「セントアンソニー」はアンブローズ・ペトリーとプルマン社副社長であったリッチモンド・ディーンの寄付によって製作された。改造種車は1886年プルマン社製の客車であり、プルマン社の工場にて礼拝車へ改装され、司祭の居住室を備えた。長さは72フィート（約22メートル）。1907年に奉献された後、カンザス州、ルイジアナ州、ミシシッピ州をはじめ西部や太平洋岸北西部で使用された。1909年までにオレゴン州へ移ると、そこで80教区を新設する功績を挙げた。鉄道木造車全廃により1919年に退役した。

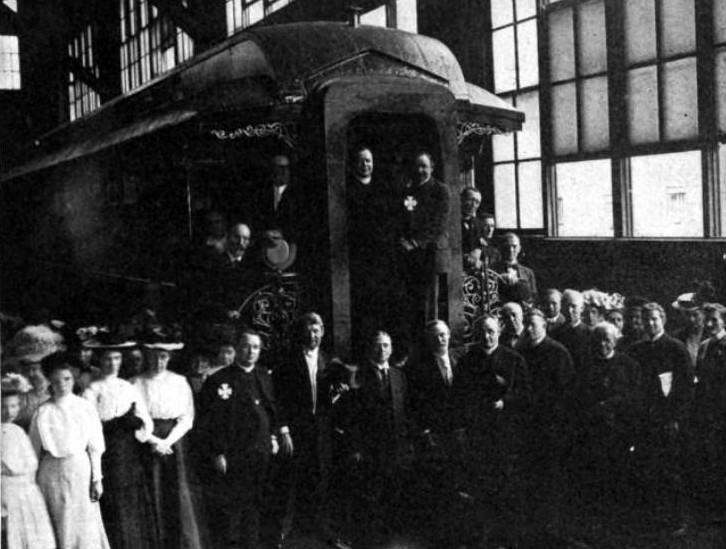
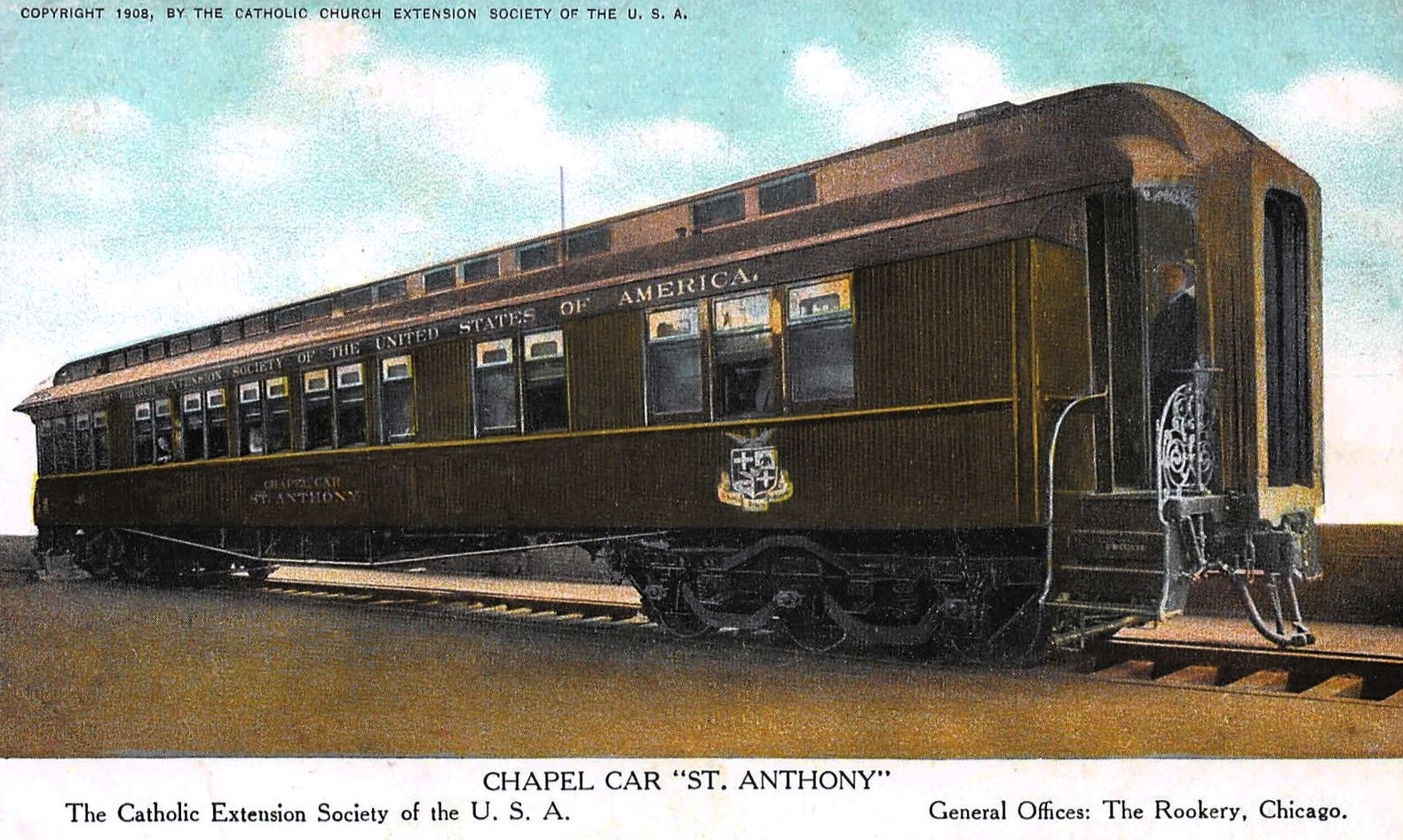
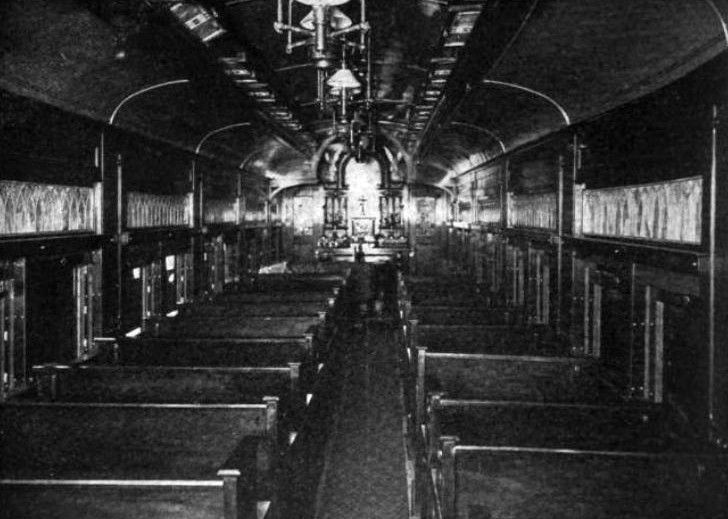

#### セントピーター
デイトンの実業家ピーター・クンツがセントアンソニーを訪れたとき、彼は既存の木造客車を改造して礼拝車とするのではなく、新造することを意見した。そして彼の25,000ドルの寄付により、1912年にバーニー・アンド・スミス社で鋼製礼拝車「セントピーター」が新造された。製造当時、セントピーターは世界最長の鉄道車両であった。セントピーターは1912年から1930年代まで使用されたほか、1915年のサンフランシスコ万国博覧会にもバプテストの礼拝車「グレース」と共に展示された。現在、セントピーターはノースカロライナ州の「シエナの聖カタリナ教会」に保存されている。

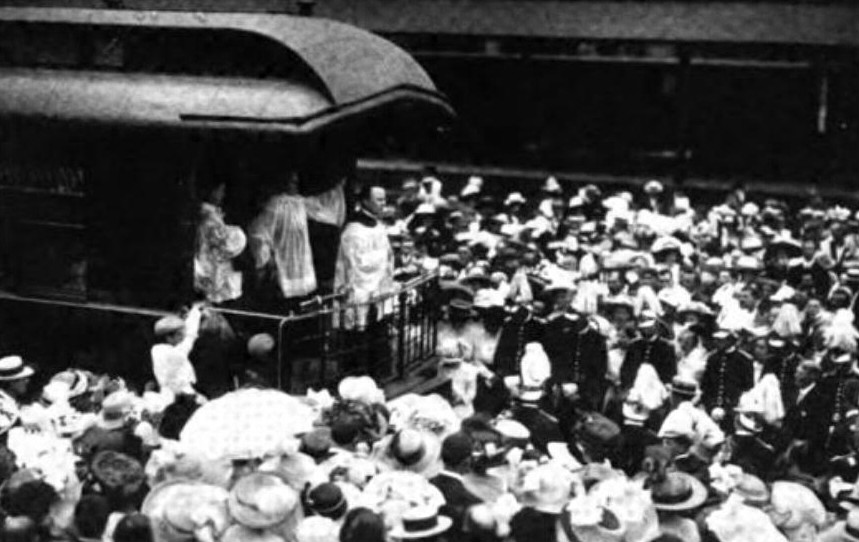
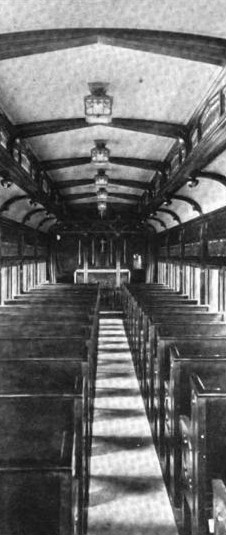
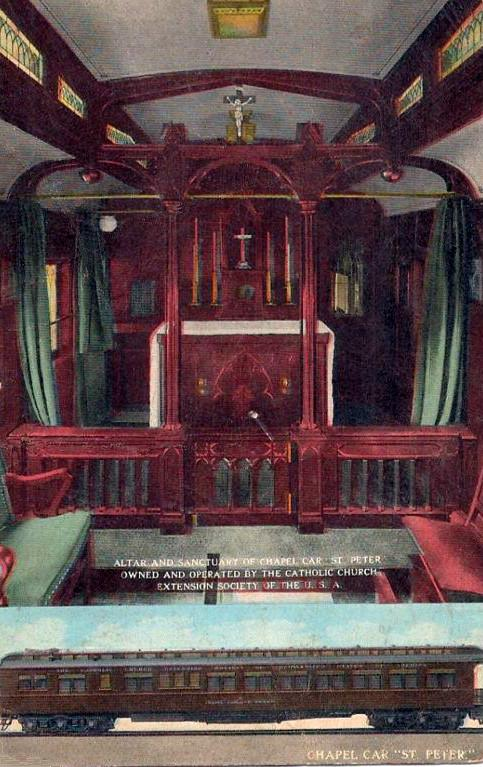
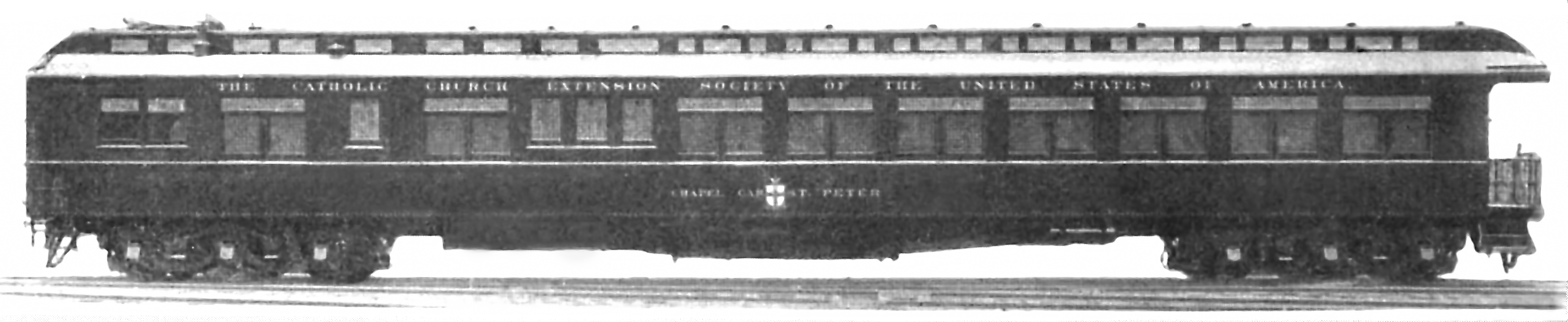

#### セントポール
カトリック最後にして最大の礼拝車である「セントポール」はセントピーターと同様、クンツの寄付によって製作された。シカゴのプルマン社工場で製作され、長さは86フィート（約26メートル）にも及んだ。1915年3月14日にニューオーリンズにて奉献され、その後はルイジアナ州、テキサス州、ノースカロライナ州、オクラホマ州で使用された。1936年までにセントピーターとセントポールは保管状態となり、セントポールは教区で使用するためにグレートフォールズの司教のもとに送られた。1967年にモンタナ州上院議員のチャールズ・ボベイに売却され、彼の鉄道博物館へと収められた。

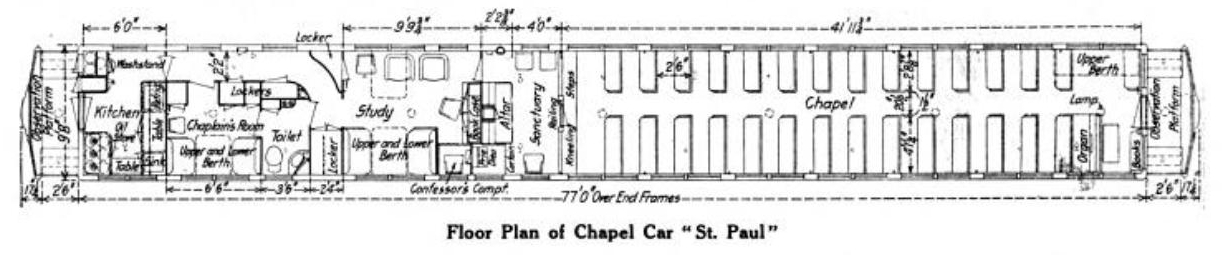
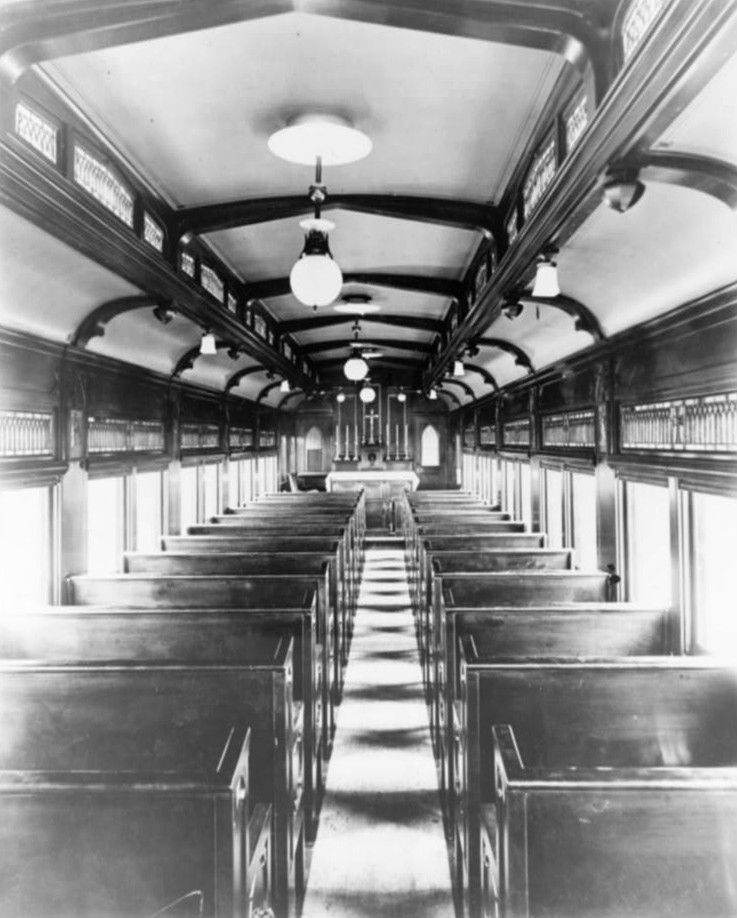
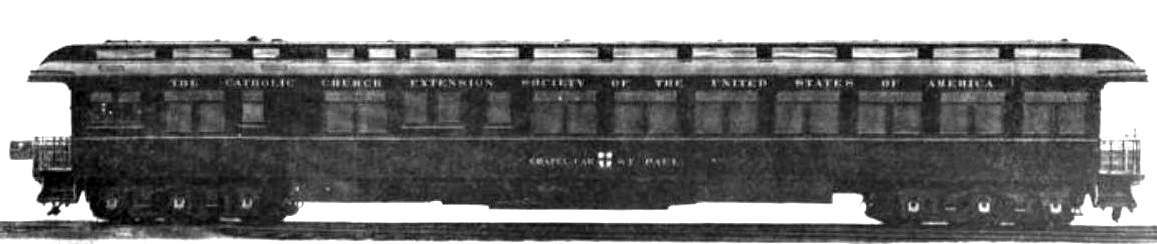